# Men's Fitness
Men's Fitness è una rivista statunitense fondata a New York nel 1987 con il nome di Sport Fitness, che fu cambiato in quello attuale l'anno dopo. Sulla copertina sono apparse celebrità come Arnold Schwarzenegger, Andy Roddick, Rusty Joiner, Bradly Tomberlin, John Cena, Reggie Bush, Albert Pujols e Ja Rule.